# Shopify
Shopify Inc., med varumärket Shopify, är ett kanadensiskt multinationellt e-handelsföretag med huvudkontor i Ottawa i Ontario. Shopify är namnet på deras egenutvecklade e-handelsplattform för onlinebutiker och kassasystem (POS-system) för detaljhandeln. Plattformen erbjuder återförsäljare en uppsättning tjänster, inklusive betalningar, marknadsföring, frakt och verktyg för kundengagemang. 
Under 2024 hade Shopify 5,6 miljoner aktiva butiker i fler än 175 länder. 
I företagets årsredovisning för 2023 uppgick deras totala intäkter till 7,1 miljarder dollar och brutto (GMV) ökade med 20 % till 235,9 miljarder dollar jämfört med föregående år. Shopify är det näst största börsnoterade kanadensiska företaget just nu (2025).
Företaget har skapat kontroverser för att ha tillhandahållit butiker för högerextrema personer och organisationer, inklusive varor för förnekelse av Förintelsen.